# Сан-Диего-Ла-Меса-Точимильцинго
Сан-Диего-Ла-Меса-Точимильцинго (исп. San Diego La Mesa Tochimiltzingo) — муниципалитет в Мексике, входит в штат Пуэбла.